# Tilletia olida
Tilletia olida är en svampart som först beskrevs av Riess, och fick sitt nu gällande namn av Georg Winter 1881. Tilletia olida ingår i släktet Tilletia och familjen Tilletiaceae.   Inga underarter finns listade i Catalogue of Life.